# Csúcs-hegyi-forrásbarlang
A Csúcs-hegyi-forrásbarlang Magyarország megkülönböztetetten védett barlangjai között van. A Balaton-felvidéki Nemzeti Parkban lévő Tihanyi-félszigeten található.

## Elhelyezkedés
A Csúcs-hegy legmagasabb részén lévő hatalmas, kb. 150 m széles és 25 m magas forráskúp Ny-i oldalában, 221 m tengerszint feletti magasságban található. Bertalan Károly 1972-es közlése szerint 217,78 m magasságban. Az eltérés abból adódik, hogy Bertalan Károly is a Csúcs-hegy csúcsához mérte a magasságot, de a különböző térképek nem azonosnak adják meg a Csúcs-hegy magasságát. Közvetlenül a csúcs közeléből egy jelzett kitérő út vezet a barlang bejáratához.

## Leírás
3,2 m magas és 2,7 m széles bejárata Ny felé néz. Ezen belépve a barlang kúpszerű, ovális alaprajzú termébe lehet jutni. A terem alaprajzi hossztengelye É–ÉK és D–DNy irányú, 4,3 m hosszú, a bejárattól a szemközti falig 3 m a kiterjedése. A falak 4 m magasságig alig boltozódnak, csak kiugrások és bemélyedések figyelhetők meg rajta. 4 m felett kezdenek erőteljesebben boltozódni, majd az eddigi ovális vetületre merőleges hossztengelyű 2×1 m-es szelvényben szűkülnek tovább 5,5 m magasságig, innen pedig 20–25 cm átmérőjű, kéményszerű kürtő nyílik 6,5 m magasan a külszínre. A bejárat és a külszínre nyíló kürtő között a mennyezeten van még egy 4,3 m magasan záródó vakkürtő is. A barlang feküjét alaposan letaposott kőtörmelék borítja. Térfogata kb. 20–21 m³.
A korábbi leírók (Bertalan 1972, Dornyay–Zákonyi 1955, Hoffer 1934, Kaán 1932) által megadott mérete és az Eszterhás István által 1983-ban készített részletes felmérés és térkép adatai többnyire kisebb eltérést mutatnak, ez a más szisztéma szerinti mérésből, illetve több esetben csak becsült méretekből adódik.
A barlangot befoglaló gejzírit meszet alig tartalmazó, sejtes hidrokvarcit, illetve a 3 és 4 m közötti zónában tömör kalcedon. A hidrokvarcitos részekben gyakori az opál kiválás. A barlangüreget létrehozó termális oldódás nyomai, az üstszerű öblösödések a kvarcitos részeken látszanak, a kalcedonos zónában csak sarkos formációk találhatók.
Ásatása és az alján lévő törmelék eltávolítása nemcsak a barlang további folytatását tárná fel, hanem valószínűleg régészeti adatokkal is szolgálna. Természeti képéből adódó jelentőségét egy ásatás növelné.
1983-ban volt először Csúcs-hegyi-forrásbarlangnak nevezve a barlang az irodalmában. Előfordul a barlang az irodalmában Csucs-hegyi-barlang (Eszterhás 1984), Csucs-hegyi-forrás-barlang (Eszterhás 1983), Csucs-hegyi-forrásbarlang (Eszterhás 1983), Csucs-hegyi-forrás-üreg (Eszterhás 1984), Csucs-hegyi gejzirerupció ürege (Eszterhás 1984), Csucs-hegyi hévizes barlang (Eszterhás 1984), Csucs-hegyi-sziklaüreg (Eszterhás 1984), Csúcs-hegyi-barlang (Eszterhás 1987), Csúcs-hegyi forrásüreg (Eszterhás 1987), Csúcs-hegyi gejzírerupció ürege (Eszterhás 1987), Csúcs-hegyi-hévízes-barlang (Eszterhás 1987), Csúcs-hegyi-sziklaüreg (Kordos 1984), Csúcshegyi sziklaüreg (Bertalan 1976), Csúcs-hegy tölcsérnyílása (Eszterhás 1987), Ősember-barlang (Eszterhás 1984), Savanyu Józsi lacikonyhája (Bertalan 1976), Savanyú Józsi lacikonyhája (Kordos 1984), Sobri Jóska lacikonyhája (Eszterhás 1984), Sobri Jóska zsiványbarlangja (Eszterhás 1984) és Sobri Jóska zsivány barlangja (Bertalan 1976) neveken is.

## Kutatástörténet
A bizonyára nagyon régóta, a középkori csúcs-hegyi őrtorony építésétől (Éri–Kelemen–Németh–Torma 1969) ismert barlang első irodalmi említései Kaán Károly (1931), és Pávai-Vajna Ferenc (1931) írásaiban találhatók. Rövid, részletes leírást adott a barlangról Hoffer András (1934), majd Cholnoky Jenő (1935), Bertalan Károly (1958, 1972, 1932–1976), Halász Árpád (1960), majd Buckó Emmi (1970) említette főbb paramétereit. Pék József készítette el a barlang térképét 1970–1972-ben. Ezek alapján került be az Országos Barlangnyilvántartásba.
Az 1976-ban befejezett, Magyarország barlangleltára című kéziratban az van írva, hogy Tihanyban, a Csúcs-hegy szikláinak Ny-i oldalán, sétaút mellett, 217,78 m tszf. magasságban van a bejárata, amely a Balatonra néz. 4 m hosszú, 4 m széles és kb. 9 m magas, utólagos oldással keletkezett, kürtős üreg. A kézirat barlangra vonatkozó része 5 irodalmi mű alapján lett írva. 1983-ban Eszterhás István kutatta a barlangot.
Az 1984-ben kiadott, Lista a Bakony barlangjairól című összeállításban Csucs-hegyi-forrásbarlang a 4463-as barlangkataszteri területen, a Tihanyi-félszigeten, Tihanyban lévő barlang neve, amelynek további nevei Csucs-hegyi-sziklaüreg, Csucs-hegyi gejzirerupció ürege, Csucs-hegyi-forrás-üreg, Csucs-hegyi hévizes barlang, Csucs-hegyi-barlang, Ősember-barlang, Sobri Jóska lacikonyhája, Sobri Jóska zsiványbarlangja és Savanyu Józsi lacikonyhája. Posztvulkánikus, 4×3 m-es és 6 m magas barlang.
Az 1984-ben megjelent, Magyarország barlangjai című könyv országos barlanglistájában szerepel a barlang Csúcs-hegyi-sziklaüreg néven Sobri Jóska zsivány barlangja és Savanyú Józsi lacikonyhája névváltozatokkal. A listához kapcsolódóan látható a Déli-Bakony, a Balaton-felvidék és a Keszthelyi-hegység barlangjainak földrajzi elhelyezkedését bemutató 1:500 000-es méretarányú térképen a barlang földrajzi elhelyezkedése. A Karszt és Barlang 1989. évi különszámában publikált, angol nyelvű tanulmányban (The caves of Hungary) közölve lett, hogy a Tihanyi-félszigeten lévő több mint 40 gejziritbarlang közül a legfontosabbak közé tartozik pl. a Csúcs-hegyi-forrásbarlang.
Az Eszterhás István által 1989-ben írt, Magyarország nemkarsztos barlangjainak listája című kéziratban az olvasható, hogy a Bakony hegységben, a 4463-as barlangkataszteri területen, Tihanyban lévő Csúcs-hegyi-forrásbarlang gejziritben alakult ki. A barlang 3 m hosszú és 5 m magas. A listában meg van említve az a Magyarországon, nem karsztkőzetben kialakult, létrehozott 220 objektum (203 barlang és 17 mesterséges üreg), amelyek 1989. év végéig váltak ismertté. Magyarországon 40 barlang keletkezett gejziritben. Az összeállítás szerint Kordos László 1984-ben kiadott barlanglistájában fel van sorolva 119 olyan barlang is, amelyek nem karsztkőzetben jöttek létre. Az Eszterhás István által 1992-ben írt összeállítás szerint nem karsztbarlangok Magyarországon pl. gejziritben vannak (pl. Csúcs-hegyi-forrásbarlang).
Az Eszterhás István által 1993-ban írt, Magyarország nemkarsztos barlangjainak lajstroma című kéziratban meg van említve, hogy a Bakony hegységben, a 4463-as barlangkataszteri területen, Tihanyban helyezkedik el a Csúcs-hegyi-forrásbarlang. A gejziritben keletkezett barlang 3 m hosszú és 5 m magas. Az összeállításban fel van sorolva az a Magyarországon, nem karsztkőzetben kialakult, létrehozott 520 objektum (478 barlang és 42 mesterséges üreg), amelyek 1993 végéig ismertté váltak. Magyarországon 40 barlang, illetve mesterségesen létrehozott, barlangnak nevezett üreg alakult ki, lett kialakítva gejziritben. A Bakony hegységben 123 barlang jött létre nem karsztkőzetben. A 2001. november 12-én készült, Magyarország nemkarsztos barlangjainak irodalomjegyzéke című kézirat barlangnévmutatójában szerepel a Csúcs-hegyi-forrásbarlang. A barlangnévmutatóban fel van sorolva 54 irodalmi mű, amelyek foglalkoznak a barlanggal. A 435., a 440., a 450., a 465., a 480., a 489. és az 510. tételek nem említik, a 434., a 439., a 449., a 463., a 479., a 488. és az 509. tételek említik.
A Balatoni Nemzeti Park Igazgatóság működési területén, a Balaton-felvidéken elhelyezkedő, 4463/3 nyilvántartási számú Csúcs-hegyi-forrásbarlang, 2006. február 28-tól, a környezetvédelmi és vízügyi miniszter 8/2006. KvVM utasítása szerint, megkülönböztetett védelmet igénylő barlang. A Balaton-felvidéki Nemzeti Park Igazgatóság működési területén lévő, 4463-3 kataszteri számú Csúcs-hegyi-forrásbarlang, 2012. február 25-től, a vidékfejlesztési miniszter 4/2012. (II. 24.) VM utasítása szerint, megkülönböztetetten védett barlang.

## További irodalom
- Bártfay László: Naplója. Kézirat, 1838. 5. old. (A kézirat megtalálható az OSZK Kézirattárában.) (Nyomtatásban megismétli Vörös Károly, 1965.)
- Bertalan Károly: Barlangok. In: Deák Margit szerk.: Magyarázó Magyarország 200.000-es földtani térképsorozatához. – Veszprém L. 33–XII. A Magyar Állami Földtani Intézet kiadványa. Budapest, 1972. 21–22. old.
- Bertalan Károly: Bakonyi barlangok adatgyűjteménye. Veszprém, Budapest. 1932–1976. Kézirat. (A kézirat megtalálható az Országos Környezet- és Természetvédelmi Hivatal adattárában.)
- Buckó Emmi: A Tihanyi-félsziget geomorfológiája. In: Bialik István szerk.: Magyarázó a Balaton környéke 1:10.000 építésföldtani térképsorozatához – Tihany. A Magyar Állami Földtani Intézet kiadványa. Budapest, 1970. 47–55., 91. old.
- Cholnoky Jenő: A tihanyi gejzírkúpok. A Földgömb, 1935. (6. évf.) 2. sz. 48. old.
- Dornyay Béla – Vigyázó János: Balaton és környéke részletes kalauza. Budapest, 1934. 160. old.
- Dornyay Béla – Zákonyi Ferenc: Balatonfelvidék útikalauz. Budapest, 1955. 79. old.
- Dornyay Béla – Zákonyi Ferenc: Balaton útikalauz. Budapest, 1957. 98. old.
- Éri István – Kelemen Márta – Németh Péter – Torma István: Veszprém megye régészeti topográfiája. – Veszprémi járás. Budapest, 1969. 192–199. old.
- Eszterhás István: A Bakony barlanglajstroma. Kézirat, 1983. (A kézirat megtalálható a Bakonyi Természettudományi Múzeumban, Zirc.)
- Eszterhás István: A Tihanyi-félsziget barlangkatasztere. Kézirat, 1984. (A kézirat megtalálható a Magyar Karszt- és Barlangkutató Társulat Adattárában és a KvVM Barlang- és Földtani Osztályon.) (Néhány oldallal és fényképpel bővebb, mint az 1987-es nyomtatott változat. A kéziratot csak barlangonként szétdarabolva láttam.)
- Eszterhás István: A Bakony nemkarsztos barlangjainak genotipusai és kataszteri jegyzéke. Kézirat. Budapest, 1986. Szerződéses munka az Országos Környezet- és Természetvédelmi Hivatalnak.
- Eszterhás István: The Balaton Highlands. In Maucha László: Karst hydrological and speleological features. Field-trip guide D1 / of 10th International Congress of Speleology. Budapest, 1989. 22–29., 90–95. old.
- Halász Árpád: Tihany félsziget földtörténete. Kézirat, 1960. (A kézirat megtalálható a MÉV Adattárában, Pécs.)
- Horváth Bálint: A füredi savanyúvíz s Balaton környéke. Magyar Óvár, 1848. 62–63. old.
- Jalsovics Aladár: A balatonfüredi gyógyhely és kirándulási helyei képekkel illusztrálva. Budapest, 1878. 178. old.
- Jalsovits Alfréd: A tihanyi apátság története. Pécs, 1889. 113. old.
- Juhász Árpád: Évmilliók emlékei. Budapest, 1987. 359., 368., 409. oldalak és két fénykép a fényképmellékletben
- Kenyeres Lajos – ifj. Tildy Zoltán: Védett természeti ritkaságaink. Budapest, 1960. 34., 43., 46. old.
- Kristóf Sándor szerk.: Hétvégi túrák hazánk legszebb tájain. Budapest, 1958. 200. old.
- Láng–Fodorné: A Tihanyi-félsziget földtani felépítése. In: Bialik István szerk.: Magyarázó a Balaton környéke 1:10.000 építésföldtani térképsorozatához – Tihany. A Magyar Állami Földtani Intézet kiadványa. Budapest, 1970. 15–36., 48–50., 91. old.
- Lipták Gábor – Zákonyi Ferenc – Huba László: Balaton. Budapest, 1958. 30., 83–84., 148–149., 206., 209., 221., 225., 226., 235., 237., 379., 384. old.
- Lóczy Lajos: A természeti szépségek megóvása. Balaton, 1910. augusztus 1. (3. évf. 6. sz.) 53. old.
- Lóczy Lajos: A Balaton környékének geológiai képződményei és ezeknek vidékek szerinti telepedése. A Balaton tudományos tanulmányozásának eredményei, 1. köt. 1. rész. 1. szakasz. Budapest, 1913. 325., 326., 329., 330. old.
- Lukács Béla szerk.: Tihany. Ismerd meg hazádat! Budapest, 1953. 6., 25. old.
- Mihályi Ernő – Vigyázó János: Tihany részletes kalauza. Budapest, 1926. 9. old.
- Pék József: Csúcs-hegyi-barlang. Kézirat, 1970–1972. (A kézirat megtalálható a Magyar Karszt- és Barlangkutató Társulat Térképtárban.)
- Örvös János: A Balaton-felvidék. Budapest, 1965. 108. old.
- Radó S.: Reiseführer und Atlas Balaton, West-Ungarn. Budapest, 1974. 14. old.
- Seifert – Pávai-Vajna Ferenc: Über die Rolle heisser Lösungen, Dämpfe und Gase bei der Höhlenbildung. Mitteilungen über die Höhlen- und Karstforschung, 1937. 104. old.
- Szalay-Marzsó Lászlóné szerk.: A Dél-Dunántúl tájvédelmi körzeteinek látogatása. (Természeti környezetünk 3.) Budapest, 1980, 1981. 6–9. old.
- Szerelmey Miklós: Balaton album. Pest, 1848. 17. old.
- Szerelmey Miklós: Balaton albuma. Pest, 1851. (2. kiadás) 18. old.
- Uzsoki András: Balatonfüred, Tihany. Budapest, 1980. 94. old.
- Vitális István: A balatonvidéki bazaltok. A Balaton Tudományos Tanulmányozásának Eredményei, 1909. Budapest. 1. köt. 1. rész (Ásvány- és kőzettani függelék). 125., 126. old.
- Zákonyi Ferenc: Tihanyi képek. Balatoni Kurír, 1942. október 1. 3. old.
- Zákonyi Ferenc: Előadások a Balatonról és a Bakonyról. Veszprém, 1954. 31. old.
- Zákonyi Ferenc: Tihany és környéke. Budapest, 1958. 43., 70. old.
- Zákonyi Ferenc – Lipták Gábor: Tihany és környéke. Budapest, 1958. 14., 30., 32–34., 39., 40., 43. old.
- Zákonyi Ferenc: Tihany. Balatonfüred, 1963. 6., 11., 12., 20., 22., 31–34., 47., 50., 53., 55., 57. old.
- Zákonyi Ferenc – Illés István – Horváth Ferenc: A balatoni üdülőkörzet természeti értékei. Veszprém, évszám nélkül. 9., 37–39. old.
- –: Füred és a Balaton vidéke. 1848. Hely nélkül. 17. old.